# Батюшко Стефан Васильович
Стефа́н Васи́льович Батю́шко (16 квітня 1949) — народний депутат України 1-го скликання.
Народився 16 квітня 1949 року в селі Риловичі, Іванівський район, Брестська область, БРСР, в селянській сім'ї. Білорус, освіта вища, закінчив Військово-політичну академію імені В. І. Леніна.
1967 — різноробочий суднобудівного заводу «Янтар» місто Калінінград, РРФСР.
1968 — курсант В\Ч П\ПР 93905, радіотелеграфіст В\Ч П\П 56206 Південна група військ.
1969 — курсант Курганського вищого військово-політичного авіаційного училища.
1973 — секретар комітету ВЛКСМ В\Ч 23548 Білоруський ВО.
1975 — заступник командира роти В\Ч 62380 БВО.
1977 — пропагандист В\Ч 55782 БВО.
1978 — начальник школу партактиву політвідділу В\Ч 10202 БВО.
1980 — слухач Військово-політичної академії імені В. І. Леніна, місто Москва.
1983 — викладач, старший викладач, начальник кафедри, Харківського вищого військового авіаційного училища льотчиків імені двічі Героя СРСР С. І. Грицевця.
1994 — перший заступник начальника Головного управління виховної роботи Міністерства оборони України.
Член КПРС.
Висунутий кандидатом у Народні депутати виборцями Орджонікідзевського виборчого округу, міста Харкова.
14 березня 1990 року обраний народним депутатом України, 1-й тур 70.06 % голосів, 3 претенденти.
Член, Голова Комісії ВР України у правах людини.
- місто Харків
- Орджонікідзевський виборчий округ № 374
- Дата прийняття депутатських повноважень: 15 травня 1990 року.
- Дата припинення депутатських повноважень: 10 травня 1994 року.

Нагороджений орденом «За службу Батьківщині у Збройних силах СРСР» III ступеню.
Кандидат філософських наук.
Одружений, має двох дітей.